# (100) Hekate
(100) Hekate ist ein Asteroid des äußeren Hauptgürtels, der am 11. Juli 1868 vom US-amerikanischen Astronomen James Craig Watson am Detroit Observatory in Ann Arbor entdeckt wurde. Am 18. Juli erfolgte noch eine unabhängige Entdeckung durch Charles Wolf am Pariser Observatorium.
Der Asteroid wurde benannt nach Hekate, der Göttin der Unterwelt und der Dunkelheit in der Oberwelt. Das Recht zur Namensgebung wurde der National Academy of Sciences in Washington, D.C. übertragen. Der Name wurde dann von einem vierköpfigen Komitee vorgeschlagen, dem auch Benjamin Peirce und Benjamin Apthorp Gould angehörten. Jean Meeus schlug die interessante Interpretation vor, dass die Wahl dieses Namens durch die Tatsache beeinflusst worden sein könnte, dass das altgriechische Wort ἑκατόν hekatón 100 bedeutet.
Aufgrund ihrer Bahneigenschaften gilt (100) Hekate als eines der größeren Mitglieder der Hygiea-Familie.

## Wissenschaftliche Auswertung
Aus Ergebnissen der IRAS Minor Planet Survey (IMPS) wurden 1992 Angaben zu Durchmesser und Albedo für zahlreiche Asteroiden abgeleitet, darunter auch (100) Hekate, für die damals Werte von 88,7 km bzw. 0,19 erhalten wurden. Mit dem Satelliten Midcourse Space Experiment (MSX) wurden 1996 bis 1997 im Rahmen der Infrared Minor Planet Survey (MIMPS) Daten erhalten, aus denen Werte von 82,7 km bzw. 0,22 bestimmt wurden. Eine Auswertung von Beobachtungen durch das Projekt NEOWISE im nahen Infrarot führte 2011 zu vorläufigen Werten für den Durchmesser und die Albedo im sichtbaren Bereich von 91,4 km bzw. 0,18. Nachdem die Werte nach neuen Messungen mit NEOWISE 2012 auf 83,7 km bzw. 0,22 korrigiert worden waren, wurden sie 2014 auf 85,7 km bzw. 0,21 geändert.
Nach einer ersten photometrischen Beobachtung im Jahr 1977, bei der für den Asteroiden nur eine grobe Abschätzung für die Rotationsperiode von >20 h gelang, wurden neue Beobachtungen von (100) Hekate vom 7. bis 11. September 1988 an der Außenstelle „El Leoncito“ des Felix-Aguilar-Observatoriums in Argentinien durchgeführt. Aus der gemessenen Lichtkurve wurde eine Rotationsperiode von 13,333 h abgeleitet. Eine weitere Beobachtung vom 22. und 25. Juli 1993 am La-Silla-Observatorium führte wieder nur zu einer Abschätzung von >10 h.
Nachdem zwei Beobachtungen in 2005 zu einem abweichenden Wert für die Rotationsperiode von 16,944 h ausgewertet worden waren, erfolgten mehrwöchige Beobachtungen vom 20. Februar bis 5. April 2008 am Astronomischen und Geophysikalischen Observatorium (AGO) in Modra in der Slowakei. Es gelang dabei, eine ungewöhnlich geformte Lichtkurve aufzuzeichnen, aus der nun für die Rotationsperiode ein als sicher eingeschätztes Ergebnis von 27,066 h gewonnen wurde.
Aus archivierten Lichtkurven und weiteren Beobachtungen von (100) Hekate aus den Jahren 1977 bis 2018, darunter auch solche mit dem Weltraumteleskop Kepler, wurden in einer Untersuchung von 2019 zwei alternative Lösungen für die räumliche Lage der Rotationsachse des Asteroiden mit einer prograden Rotation berechnet. Für die Rotationsperiode wurde ein Wert von 27,0703 h gefunden, für den Durchmesser konnte mit Hilfe thermophysikalischer Modellierungen ein Wert von etwa 87 km sowie für die Albedo ein Wert von etwa 0,22 angegeben werden.
Zwischen 2012 und 2018 wurden mit der All-Sky Automated Survey for Supernovae (ASAS-SN) auch photometrische Daten von 20.000 Asteroiden aufgezeichnet. Auf mehr als 5000 davon konnte erfolgreich die Methode der konvexen Inversion angewendet werden, darunter auch (100) Hekate, für die in einer Untersuchung von 2021 ein verbessertes dreidimensionales Gestaltmodell für zwei alternative Rotationsachsen mit prograder Rotation und einer Periode von 27,071 h berechnet wurde. Aus archivierten Daten des Asteroid Terrestrial-impact Last Alert System (ATLAS) aus dem Zeitraum 2015 bis 2018 konnte in einer Untersuchung von 2022 mit der Methode der konvexen Inversion eine Rotationsperiode von 27,07 h berechnet werden.